# 貢吉錫伯鯰
貢吉錫伯鯰（学名：Schilbe congensis），也称刚果锡伯鲶，為輻鰭魚綱鯰形目北非鯰科的其中一種，其种加词“congensis”意为“刚果的”。分布於非洲剛果河中下游流域，體長可達45公分，棲息在底層水域，屬肉食性，生活習性不明。